# Persoonia chapmaniana
Persoonia chapmaniana (лат.) — кустарник, вид рода Персоония (Persoonia) семейства Протейные (Proteaceae), эндемик юго-западной Западной Австралии.

## Ботаническое описание
Persoonia chapmaniana — прямостоячий или раскидистый куст высотой до 1-2 м с гладкой пятнистой серой корой и густо опушёнными ветвями. Листья линейные, длиной 20-80 мм и шириной 0,9-1,3 мм с острыми кончиками. Цветки расположены вдоль цветоноса длиной 15-60 мм, каждый цветок расположен на цветоножке до 5 мм в длину. Листочки околоцветника жёлтые, длиной 5,5-11,5 мм, снаружи гладкие. Цветение происходит с сентября по ноябрь, плод представляет собой бородавчатую костянку длиной 7,5-12 мм и шириной 4-5 мм.

## Таксономия
Впервые вид был официально описан Питером Уэстоном в 1994 году в журнале Telopea по образцам, собранным Чарльзом Чепменом из города Куроу, недалеко от дороги между Карнама и Энеабба в 1981 году. Видовой эпитет chapmaniana — в честь коллекционера, собравшего типовые образцы.

## Распространение и местообитание
Persoonia chapmaniana — эндемик Западной Австралии. Растёт в лесах возле солёных озёр в ареале между Кумбердейлом, озером Нинан (недалеко от Вонган-Хиллз) и Кульджой в биогеографических регионах Эйвон-Уитбелт, песчаные равнины Джералдтона и прибрежной равнины Суэйн.

## Охранный статус
P. chapmaniana классифицируется как «третий приоритет» (недостаточно изученный) Департаментом парков и дикой природы правительства Западной Австралии, что означает, что вид малоизвестен и известен лишь из нескольких мест, но не находится под непосредственной угрозой.